# Світ Сковороди
«Світ Сковороди» - національний мистецький проєкт з нагоди 300-річного ювілею Григорія Сковороди Міністерства культури та інформаційної політики, Державного агентства України з питань мистецтв та мистецької освіти, комунікаційної агенції Postmen та Національного центру «Український Дім», який проходив з 3 по 11 грудня 2022 року. Слоган проєкту – «Світло свободи перемагає темряву».

## Підготовка проєкту
Кампанія з підготовки проєкту "Світ Сковороди" розпочалась за 300 днів до святкування 300 років від дня народження видатного українського філософа. Айдентику національного проєкту «Світ Сковороди» розробила комунікаційна агенція Postmen у партнерстві з літературним критиком Євгенієм Стасіневичем. На думку творців, брендинг передає багатошаровість постаті філософа і показує неочікувані контексти його життєвого шляху та доробку.
Комунікаційна агенція Postmen перед початком роботи над створенням айдентики провела дослідження, присвячене Григорію Сковороді. Було з'ясовано. що ім’я філософа знають 99,5% українців, але сприйняття його постаті стереотипне та формальне. Серед головних асоціацій з особистістю Сковороди набір кліше: «‎філософ», «‎мандрівник», «аскет», автор афоризму «‎Світ ловив мене, та не впіймав». Виявилось, що українці плутаються, в якому столітті жив Сковорода. 46% респондентів оцінили свою обізнаність щодо постаті Григорія Сковороди та його доробку на 3 з 10 балів та нижче.
Айдентика проєкту побудована на поєднанні образу Сковороди з графічними елементами з його світу, а саме: атрибутами життя, символами та героями творів. Це супутники подорожуючого філософа — торбинка й флейта; намальованим ним фонтан «Нерівна всім рівність»; герої байок — бджола, жайворонок, вовк; інші символи. Динамічною айдентику зробила можливість комбінувати ці елементи між собою.

СЕО комунікаційної агенції Postmen Ярослав Ведмідь прокоментував[джерело?]:
«На головній версії логотипу ви побачите пташечку, яка сидить за спиною Григорія Савича. Пташка в його розумінні - це ідея пізнання творчості та світу. Того самого світу, який ловив Сковороду, та не спіймав. І це так само про ідеї, які можна спостерігати, але так ніколи і не звернути на них увагу».
Авторка айдентики, Head of Creative Postmen Анна Сенюк підкреслила:[джерело?]
«Щоб надати глибини та контексту життю та творчості Григорія Сковороди ми оточили образ об'єктами з його літературного здобутку, творчості та життєвого шляху. Ідея айдентики полягає у створенні збірного образу, який поглиблює визначення філософа та передає багатошаровість його постаті. Викликом було створення певного візуального компромісу — врахувати вподобання різних аудиторій. А за допомогою графіки я намагалася передати крафтовість, ручну працю та близькість до людей».

## Відкриття проєкту
Відкриття проєкту відбулося 03 грудня 2022 року в Національному центрі «Український Дім». 
Головним експонатом виставки стала статуя філософа з Національного літературно-меморіального музею Григорія Сковороди, зруйнованого російськими обстрілами. У рамках відкриття відбулась кураторська екскурсія Євгенія Стасіневича, прозвучала унікальну музична програма Ансамблю класичної музики імені Бориса Лятошинського - композиція «Узнай себе» на тексти Григорія Сковороди.

## Експозиція виставки
Експозиція пропонує мандрівку, що знайомить з життям та ідеями Сковороди, Україною і світом XVIII століття, а також осмисленням образу філософа у різні часи.
Ключовими темами стендів стали символи Григорія Сковороди, творчість філософа та її джерела, його музика, місця, де бував Сковорода, доба бароко, сприйняття мислителя, відзначення ювілеїв. 
На виставці представлені рукописи, автографи, першодруки, списки, графіка та малюнки самого Григорія Сковороди, надані Інститутом літератури НАН України. 

Куратор виставки, літературознавець Євгеній Стасіневич про експозицію виставки: 
«Нашим завданням було зробити простір, в який хочеться зайти, побути в ньому і спробувати зрозуміти, що для вас Сковорода.  
Світ Сковороди в експозиції втілений як сад. Маємо стежки-орієнтири. Червона – стежка контексту. Дає змогу зрозуміти, що відбувається у XVIII столітті в Європі та Україні. Інша, сіра, – стежка творчості. Вона веде поміж перегородок, стилізованих дерев. Знайомить з різними контекстами, пов’язаними зі Сковородою. Від його символів до інтерпретацій. Кожен відвідувач має змогу прокласти власний шлях.
Провідниками в цьому саду, чиї цитати розміщені на стендах, є найкращі та найсильніші дослідники Григорія Сковороди – Дмитро Чижевський, Дмитро Багалій, Миколай Сумцов, Ігор Ісіченко, Леонід Ушкалов».
Таймлайни з основними подіями XVIII століття на теренах України та Європи розміщені на стінах основного залу,над яким розміщені бджола, годинник, собака, яблуко – фігури з творчості Сковороди. Домінантою експозиції стала вціліла статуя Григорія Сковороди зі зруйнованого російськими обстрілами національного музею в селі Сковородинівка, біля якої розташовані зони з VR-окулярами і відвідувачі мають змогу віртуально прогулятися Сковородинівкою, побувати в музеї філософа – до та після влучання російських ракет. 
Поверхом нижче розташована інтерактивна зона, де можна обрати, хто для вас Сковорода (запропоновані варіанти від богослова і філософа до краша і кумира), пройти тест і перевірити свої знання про філософа, роздивитися комікси на байки Сковороди сучасних авторів та створити власний за допомогою трафаретів, познайомитися з образами Григорія Савича,створеними сучасними митцями, дізнатися про його ймовірні та реальні маршрути, придбати тематичні листівки, піни чи марки, книги про Григорія Сковородує
Ще нижче, в укритті, звучить радіодрама «Григорій Сковорода. Листи до Михайла Ковалинського», виконують Сергій Жадан та Ада Роговцева. 

Керівник та засновник комунікаційної агенції Postmen Ярослав Ведмідь про виставку: 
«Унікальна експозиція створена у непростий час. "Світ Сковороди" - це перша виставка, якій не страшний блекаут. Концепція експозиції передбачає використання ліхтариків та свічок, які підсилять загальний задум мистецького проєкту: світло ідей Сковороди прорізатиме темряву не лише метафорично, а й буквально».

## Події проєкту
- В рамках проєкту була розгорнута сцена діалогів «Алфавіт світу». Євгеній Стасіневич у ролі модератора разом з літературознавцями, музикознавцями, істориками, філософами, музикантами вів діалог про творчість, життя і спадок Григорія Сковороди. Одна з провідних форм аналізу думки у філософії Сковороди, що перейшла у спадок від античних часів, - діалог.
- Весь проєкт працювало «Радіо Культура» за партнерства «Суспільного Мовлення». Відвідувачі мали змогу почути розповіді про часи Сковороди в Києво-Могилянській академії, байки й анекдоти з життя студентів у часи навчання Григорія Савича, міські легенди та подільські звичаї.
- Проєкт супроводжувався бароковою музикою, виступами Ансамблю класичної музики імені Бориса Лятошинського, музикантів, що виконували на старосвітській бандурі мікс реконструйованої музики XVIII століття та сучасних професійних аранжувань.
- Особливістю проєкту стали унікальні темні вечори, під час яких проходили ексклюзивні кураторські екскурсії.